# كأس النرويج 1913
كأس النرويج 1913 (بالنرويجية: Norgesmesterskapet i fotball for menn 1913)‏ هو الموسم 12 من كأس النرويج. أشرف على تنظيمه اتحاد النرويج لكرة القدم، وكان عدد الأندية المشاركة فيه 9، وفاز فيه نادي أود.